# Kovikshamn och Åkerhög
Kovikshamn och Åkerhög – miejscowość (tätort) w Szwecji, w regionie administracyjnym (län) Västra Götaland, w gminie Kungälv.
Według danych Szwedzkiego Urzędu Statystycznego liczba ludności wyniosła: 494 (31 grudnia 2015), 503 (31 grudnia 2018) i 502 (31 grudnia 2019).